# As You Like It (film 1912)
As You Like It (trad. lett: Come vi piace) è un cortometraggio muto del 1912 diretto da J. Stuart Blackton, Charles Kent e James Young, adattamento cinematografico dell'omonima commedia di Shakespeare. Il lavoro di Shakespeare era già stato portato sullo schermo nel 1908 da Kenean Buel che qui è tra i produttori del film.

## Produzione
Il film fu prodotto dalla Vitagraph Company of America.

## Distribuzione
Distribuito dalla General Film Company, il film - un cortometraggio in tre bobine - uscì nelle sale statunitensi il 7 ottobre 1912. L'anno seguente fu distribuito nel Regno Unito. Del film, esiste almeno una copia, un positivo in 16 mm.

### Data di uscita
- USA agosto 1912 (anteprima privata)
- USA 7 ottobre 1912
- UK 8 febbraio 1913